# Stefan Sandrieser
Stefan Sandrieser (* 23. Juni 1966) ist ein österreichischer Politiker der Sozialdemokratischen Partei Österreichs (SPÖ). Seit April 2018 ist er Abgeordneter zum Kärntner Landtag.

## Leben
Stefan Sandrieser besuchte nach der Volksschule in Radenthein ein Gymnasium in Villach, wo er 1984 maturierte. Anschließend absolvierte er die Pädagogische Akademie des Bundes in Kärnten und legte die Lehramtsprüfung für Hauptschulen für Mathematik, Physik/Chemie und Integration ab. Von 1989 bis 2013 unterrichtete an verschiedenen Pflichtschulen in Kärnten Physik und Mathematik, seit 2013 ist als Vorsitzender des Zentralausschusses für allgemeinbildende Pflichtschulen in Kärnten freigestellt.
Seit 1994 ist er in der Personalvertretung tätig. Von 2011 bis Juni 2016 war er für die Fraktion Sozialdemokratischer GewerkschafterInnen (FSG) Vorsitzender-Stellvertreter in der Gewerkschaft öffentlicher Dienst (GÖD) Kärnten. Im Juni 2016 wurde er zum Landesvorsitzenden der Gewerkschaft öffentlicher Dienst Kärnten gewählt. Beim Landestag der Gewerkschaft Pflichtschullehrerinnen und Pflichtschullehrer am 20. Jänner 2016 wurde er zum Vorsitzenden gewählt. Er ist Vorsitzender des Zentralausschusses für Allgemein bildende Pflichtschulen (APS) in Kärnten. Im Sozialdemokratischen LehrerInnenverein Österreich (SLÖ) fungiert er als stellvertretender Vorsitzender in Kärnten, in der Bundespensionskasse als Landeskurator für Kärnten.
Am 12. April 2018 wurde er in der konstituierenden Landtagssitzung der 32. Gesetzgebungsperiode als Abgeordneter zum Kärntner Landtag angelobt. Er rückte für ein Regierungsmitglied nach Wechsel in die Landesregierung Kaiser II nach. Im Landtag fungiert er als Bereichssprecher für Bildung und den öffentlichen Dienst und gehört dem Ausschuss für BürgerInnenbeteiligung, direkte Demokratie und Petitionen
Ausschuss für Kultur, Sport und Europa, dem Ausschuss für Recht, Verfassung, Immunität, Volksgruppen und Bildung sowie dem Ausschuss für Wasserwirtschaft, Öffentliches Wassergut und Hydrographie an.
Am 1. Juni 2021 wurde er als Landesvorsitzender der Gewerkschaft Öffentlicher Dienst für eine weitere fünfjährige Funktionsperiode wiedergewählt.